# Manmin Central Church
La Manmin Central Church è una chiesa evangelica internazionale fondata a Seul, nel 1982, da Jaerock Lee, una delle più grandi chiese presenti in Corea del Sud.

## Storia
Dal portale cristiano Telegraph, è stata selezionata come una delle chiese evangeliche più influenti nel mondo.
Manmin significa «tutto il creato, tutte le nazioni, tutte le persone». Successivamente nel 2000, Jaerock Lee ha creato una rete televisiva globale cristiana in lingua spagnola per diffondere la Bibbia e far conoscere la sua chiesa, soprattutto tra i latinoamericani. La stazione intitolata JBN-TV, acronimo di Jesus Broadcasting Network, è un canale televisivo satellitare honduregno dedicato al cristianesimo. Venne creata nel 2000 nella città di Tegucigalpa, capitale dell'Honduras, con sede nella città di San Pedro Sula, nel Dipartimento di Cortés. Nel 2004, Lee ha formato anche una rete internazionale televisiva cristiana per diffondere la Bibbia e far conoscere la sua chiesa a livello globale. La GCN, acronimo di Global Christian Network, fu fondata nell'ottobre del 2005, e i suoi programmi sono stati messi in onda anche attraverso i principali canali cristiani, come Enlace e TBN Russia.

## Diffusione
La Manmin Central Church ha ampliato le sue opere missionarie in USA, Giappone, Honduras, Israele, Sud America e Africa e il numero dei membri è da sempre in crescita costante.
Nel mese di marzo del 2011 la Chiesa sostiene di avere censito in tutto il mondo, 120.000 membri e 9.000 filiali nazionali ed estere, delegando più di 103 missionari in 22 paesi, tra cui Stati Uniti, Russia, Germania, Canada, Giappone, Cina, Francia, India, Kenya. Lee ha delineato cinque punti che contribuiscono alla crescita della chiesa :
1. Ricevere l'amore di Dio.
2. Pregare.
3. Avere una fede spirituale.
4. Sentire la voce dello Spirito Santo e ricevere la Sua guida.
5. Seguire l'esempio della chiesa primitiva.

Per fornire un vasto programma di formazione interculturale al fine di favorire l'evangelizzazione venne costituito l'MMTC, acronimo di, Centro Training Missionario Manmin. Nel 1993, la Manmin Central Church è stata selezionata dalla rivista Christian World (USA), come una delle 50 più influenti Chiese del mondo. Porfirio Lobo Sosa, il nono presidente dell'Honduras, a seguito della presentazione dell'autobiografia in lingua spagnola di Jaerock Lee, "My Life, My Faith", ha ricevuto un rappresentante della Chiesa.
La Manmin Central Church dispone di una speciale orchestra di musica cristiana chiamata "Nissi" che sostiene, attraverso i suoi vari concerti, la promozione di diversi eventi musicali cristiani, sia in Corea del Sud, che nel resto del mondo. Nell'ottobre 2010, la chiesa ha organizzato un grande festival di cultura coreana a Tallinn, in Estonia. Il leader della chiesa Jaerock Lee e i cantanti locali Dave Benton e Tõnis Magi parteciparono a questo importante evento. I cantanti sono stati perfino indotti a credere che l'evento fosse stato patrocinato dall'ambasciata sudcoreana. Alcune fonti hanno chiamato l'evento musicale "La crociata dei miracoli di guarigione dell'Estonia 2010" sostenendo che quest' evento ha attirato il maggior numero di persone in un'arena di Tallinn nell'intera storia cristiana dell'Estonia.